# Dipseudopsis recta
Dipseudopsis recta är en nattsländeart som beskrevs av Martynov 1935. Dipseudopsis recta ingår i släktet Dipseudopsis och familjen Dipseudopsidae. Inga underarter finns listade i Catalogue of Life.